# Thomas Reimann
Thomas Reimann, auch TMVO Reimann (* 7. Dezember 1953 in Weimar) ist ein deutscher Künstler, Maler, Bildhauer und Designer, der sich vorwiegend mit den Materialien Glas und Stein beschäftigt.

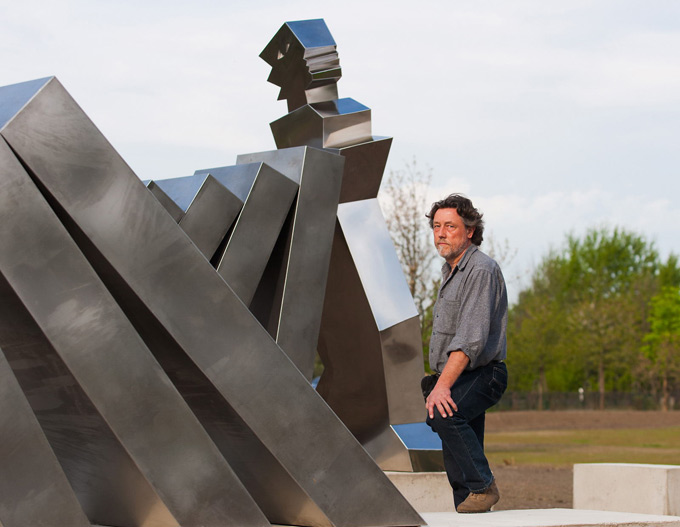
Thomas Reimann: Plastik „Adam und Eva“ (Erinnerung an zwei abgerissene Plattenbauten) im „Paradies-Garten“ an der Nieskyer Straße in Hoyerswerda (2012)

## Leben
Reimann wurde als Viertes von insgesamt fünf Geschwistern in Weimar geboren. Seine Kindheit verbrachte er in Weimar und Dresden. Nach seiner schulischen Ausbildung absolvierte er eine Lehre als Metallfacharbeiter mit Abitur.
Im Jahr 1975 begann er das Studium Design für Glas, Porzellan und Keramik bei Brigitte Mahn-Diedering an der Hochschule für industrielle Formgestaltung Halle, Burg Giebichenstein in Halle (Saale), das er im Jahr 1980 mit Diplom beendete. Während seiner Studienzeit freundete er sich mit dem Dresdner Maler Rudolf Nehmer an, der ihm das Leben und Arbeiten eines freischaffenden Künstlers näher brachte und sein Interesse für Kunst verstärkte.
Seit dem Jahr 1980 arbeitete Thomas Reimann als Designer in der sächsischen Glasindustrie, wobei er eine weitere Berufsausbildung als Glasmacher absolvierte. Er fertigte in dieser Zeit Kunstwerke aus Glas, welche auf Ausstellungen in der DDR und Ungarn präsentiert wurden.
Er war Mitglied der Künstlerischen Produktionsgenossenschaft Neue Form (KPG) in Seidewinkel, die Auftragsarbeiten insbesondere für den öffentlichen Raum und für repräsentative Objekte machte, und bis 1990 Mitglied des Verbands Bildender Künstler der DDR.

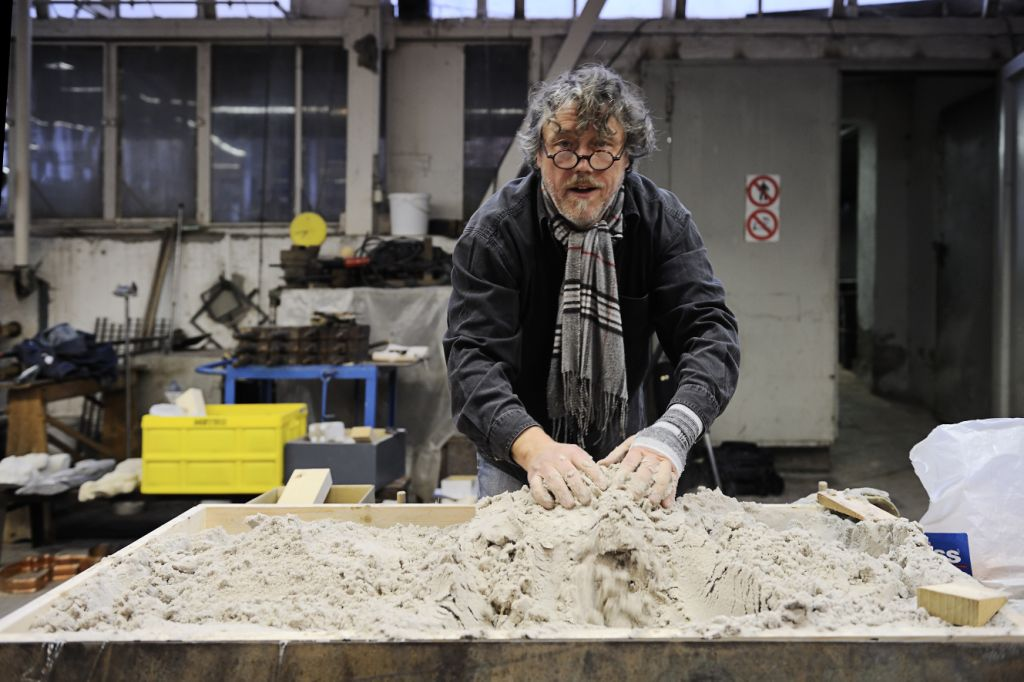
Thomas Reimann (2011)

Im Jahr 1990 gründete er mit seiner Frau das Atelier Kunst & Design, Glashaus Weißer Hirsch Dresden. Seitdem arbeitet er als freier Künstler und lernte die Maler, Bildhauer und Glaskünstler Gretel und Erwin Eisch kennen. Es entstand eine enge Freundschaft, die das Wirken der Künstler durch gemeinsame Ausstellungen, Projekte und Gedankenaustausch nachhaltig beeinflusste.
2001 eröffnete Thomas Reimann sein Sommeratelier und Schauwerkstatt für „Glas + Stein-Bildhauerei“ auf der Burg Stolpen in Sachsen. Es folgten die Ausstellung „45 Glasköpfe“ und die Ausstellungsorganisation „DA BIN I“ im art’otel Dresden und dem Schloss Pillnitz; die Organisation des Treffens europäischer Glaskünstler in der Eisch-Glashütte Frauenau; die Ausstellung „Glas + Stein“ in Hannover; eine USA-Reise mit Erwin Eich, wobei ein erster Glasdruck bei Harvey Littleton in North Carolina entstand; weitere Ausstellungen in Europa, Arbeiten für private und öffentliche Sammlungen und Kunstprojekte im öffentlichen Raum.

## Zitate zu Ausstellungen von Thomas Reimann
„Reimann komprimierte, filterte und den Extrakt bekam der Betrachter zu sehen. Treffend, mal provozierend, manchmal knallig und schrill, exaltiert oder melancholisch stieß er mit seinen Köpfen auf großes Interesse bei mir, und als ich den vielseitigen Künstler, aber auch den selbstironischen Handwerker Reimann näher kennenlernte waren wir uns sofort sympathisch. Denn ich merkte sofort, dass Thomas’ Werke untrennbar mit seiner Sicht auf die Dinge der Welt verbunden sind. A.Rodin sagte einmal treffend: ‚Ein Mensch mit offenen Augen, dessen Geist die Essenz der Existierenden durchdringt‘. Dies trifft unbedingt auf Thomas zu. Heiter, ironisch und immer auf der Suche. Ein scharf analysierender Zeitgenosse, dem nichts menschliches fremd ist. Ein bisschen stolz macht mich auch, dass ich der einzige noch lebende Glaskopf unter den berühmten Unsterblichen bin. Aber wie man weiß, flicht die Nachwelt dem Mimen ja keine Grenze, und so erfreue ich mich schon zu Lebzeiten an meinem ‚Glasnischel‘“.
(Tom Pauls, 2006)
„Wenn er zeichnet, fotografiert, formt und gießt, dann tut er das, weil ihm danach ist, weil er das auch wissen will, nicht weil er es zeigen möchte. So ist er. Und schließlich: Wenn er neben all diesen vielfältigen eigenen Schöpfungen auch noch die seiner Freunde und Kollegen in mitunter viel beachteten Ausstellungen der Öffentlichkeit präsentiert oder Fachkongresse organisiert, dann zeigt sich, dass er obendrein ein kommunikativer Netzwerker, ein offener Kollege und ein loyaler Freund ist - ein Künstler, der sich nicht als Star, sondern immer als Teil des Ganzen versteht. Es ist faszinierend, einen Menschen arbeiten zu sehen, der nichts vor sich her, sondern so Vieles in sich trägt, freilich, lukrativer für ihn wäre vielleicht eine etwas lautere Selbstdarstellung.“
(Igor A. Jenzen, Staatliche Kunstsammlungen Dresden, 2006)

## Ausstellungen / Werke (Auszug)

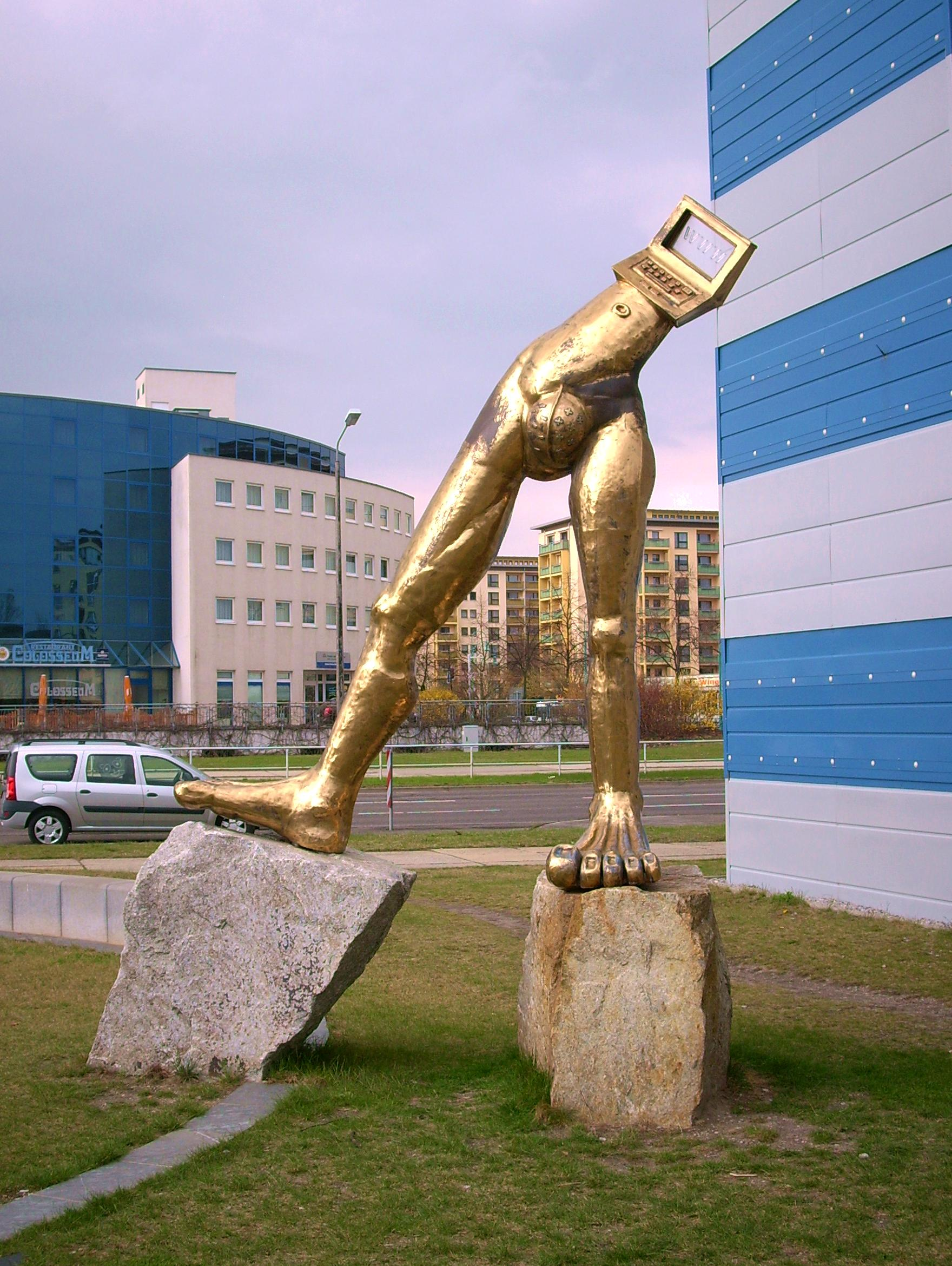
„Laptop-Mann“, Hoyerswerda

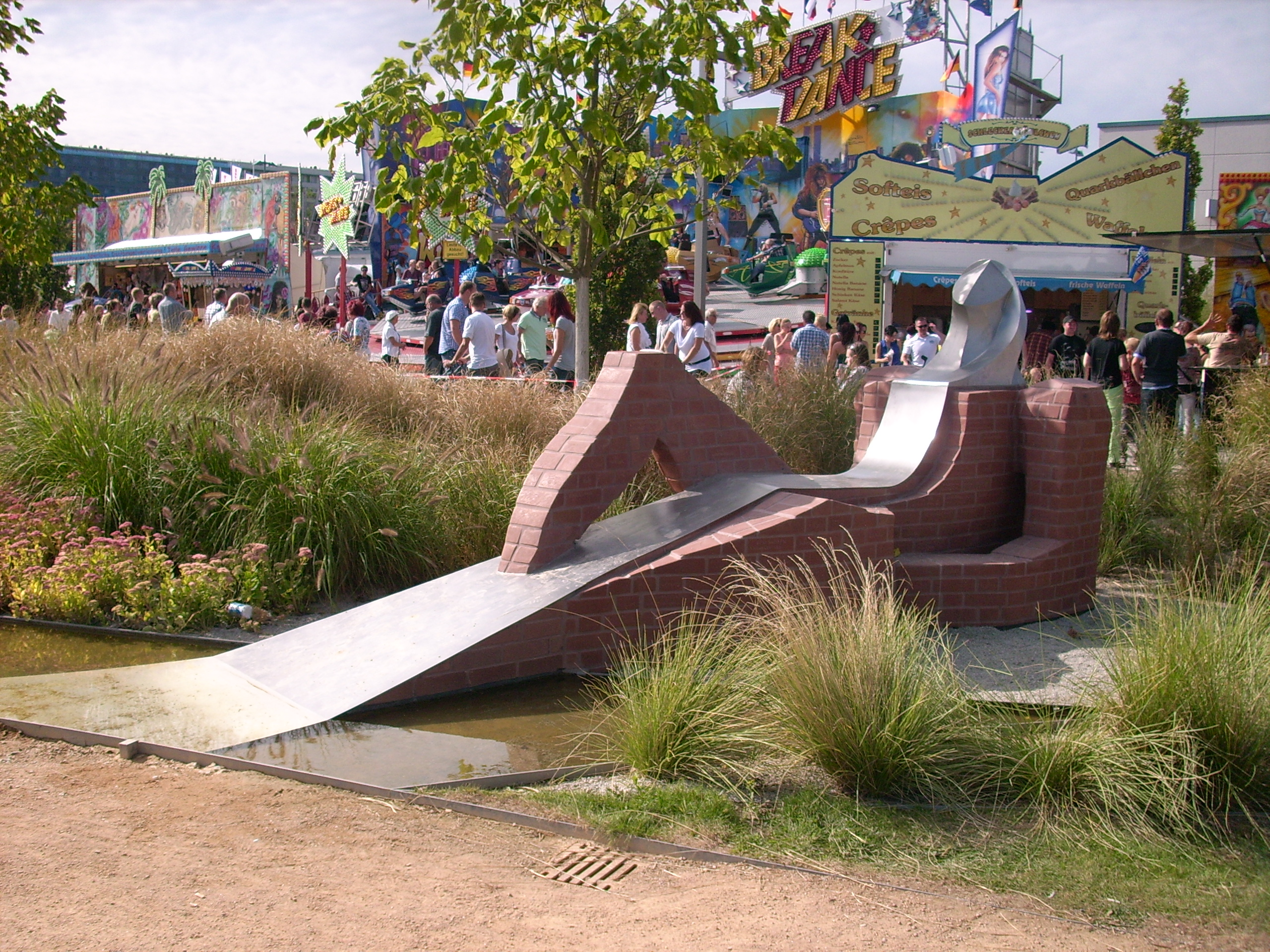
„Große Liegende“, Hoyerswerda

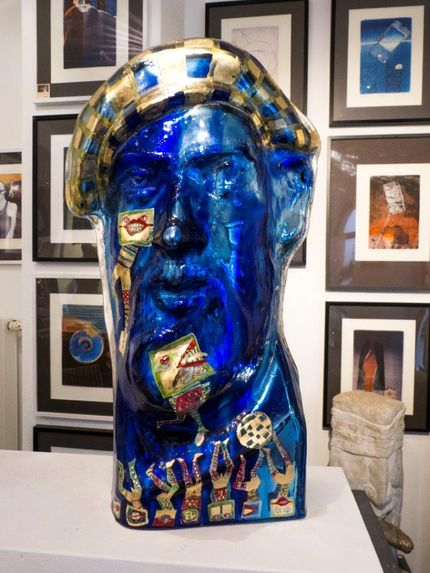
2020 „Hundertwasser-Kopf/ Glas-geblasen für GWB Dresden“, Dresden

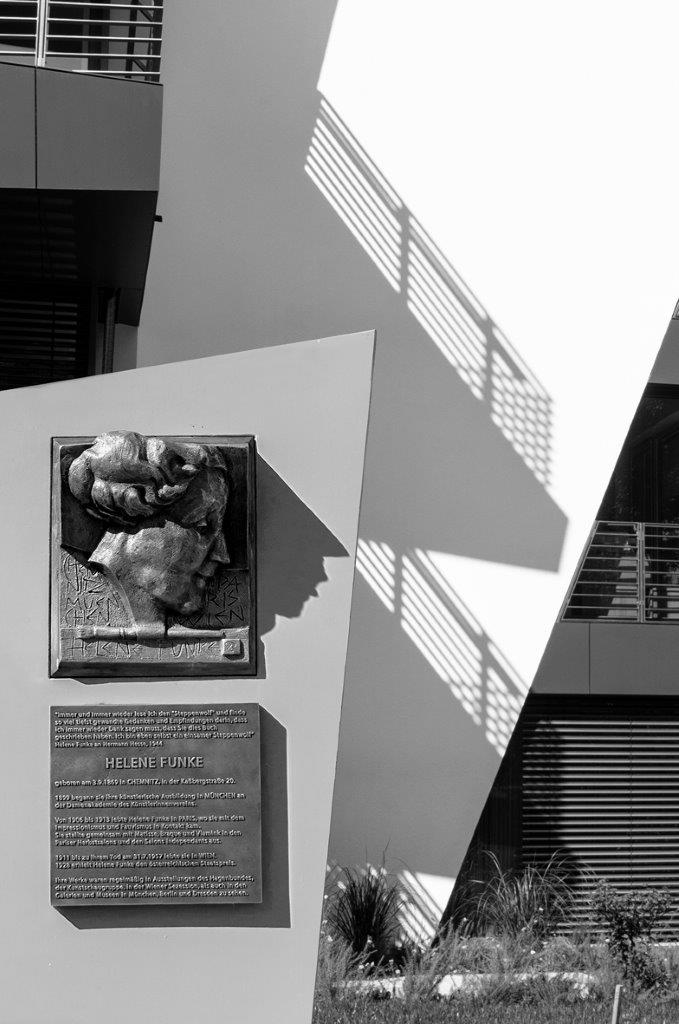
„Bronze-Relief der Künstlerin H. Funke- für Tanzende Siedlung CSg-Chemnitz“

- 1984: Erfurt, Galerie am Fischmarkt („Schmuck und Glas“)
- 1985: Dresden, Bezirkskunstausstellung
- 1987: Weißwasser, Lausitzer Glas der Geschichte und Gegenwart
- 1987: Dresden, Neue Dresdner Galerie/Personalausstellung
- 1987/1988: Dresden, X. Kunstausstellung der DDR
- 1991: Dresden, Studioglas aus Deutschland
- 1992: Dresden, E.Grotegut-Objekte-Reimann-Objekte
- 1996: Dresden, Kunst+Handwerk Rathaus Plauen
- 1997: Dresden, Ausstellung/Interaktion mit dem Theater in der Fabrik
- 1997: Ottendorf-Okrilla, Kunst+Küche bei Küchenstudio Küchen-Hunger
- 1998: Dresden, Kunst+Design im Magazin Dresden
- 2002: Stolpen, Kopfjäger-Glaskopfausstellung Burg Stolpen
- 2002: Kopfjäger, Burg Stolpen
- 2003: Hamburg, Glas+Stein
- 2003: Dresden, Skulpturen und Malerei Reimann/Hilton Dresden
- 2004: Frauenau, Internationales Studioglas 1
- 2004: Bayern, Studioglas aus Deutschland
- 2005: Frauenau, Internationales Studioglas 2
- 2005: Hannover, Kopfjäger-Glaskopfausstellung Hotel Pelikan
- 2006: Miltitz, Unterwasserausstellungsprojekt mit Tauchverein „Druckausgleich“
- 2006: Hannover, GLAS + STEIN Sheridan-Pelikan-Hotel
- 2007: Hamburg, Unterwasserausstellung
- 2007: Stolpen, Stadtmuseum, Kunst trifft Handwerk
- 2007: Hamburg, Galerie Valentin Burgmann, Zeit für Kunst
- 2007: Pirna, Malerei und Skulptur
- 2009: Dresden, Ausstellungsserie „Befreundete Künstler“
- 2010: Dresden, Ausstellungsserie „Befreundete Künstler I“ Glasgalerie Weißer Hirsch
- 2011: Rammenau, Licht und Glas II Barockschloss Rammenau
- 2012: Rammenau, Licht und Glas I Barockschloss Rammenau
- 2012: Leipzig, Metharmorphose der Schönheit (Suzanne von Borsody, Mirko Jörg Kellner und Thomas Reimann)
- 2012: Berlin, GEHAG-Forum – Skulpturen und Glasdruck
- 2012: Dresden, Künstler für die Dresdner Tafel I
- 2013: Hoyerswerda, „Große Liegende“, Denkzeichen für Brigitte Reimann (Planung)
- 2014: Quartier F, Dresden, Galerie Vito v. Gautlitz – Life Arbeiten /Ausstellung
- 2015: Galerie Flox/ Kirschau, Ausstellung „Rosa“ mit Grafik/Skulptur
- 2016: Leipzig-Markkleeberg, Stahlskulptur „Familie“
- 2017: Villa B. Marcolinis Vorwerk Dresden, Ausstellung Skulptur und Grafik
- 2018: Dresden, Ausstellung Mixmedia-Skulpturen in der Galerie „Vito von Gaudlitz“
- 2018: Steinbruch Nebelschütz, Bergung der Unter-Wasserausstellung europäischer Künstler / Sonderausstellung „Skulpturen aus der Tiefe“ Kunstmesse Neue Art`18
- 2018: ITB/ Berlin, Ausstellung von Skulptur/Grafik als Vertreter für Sachsen im Auftrag der Tourismus Marketing Gesellschaft Sachsen mbH
- 2019: Klaffenbach/ Chemnitz „Neue textile Welten im gestalterischen Kontext“ Basaltfaden-Monotypien
- 2020: Dresden, Hundertwasser-Kopf/ Glas-geblasen für GWB Dresden
- 2021: Galerie Flox Dresden, Ausstellung „Segel Setzen!“ Skulptur/Grafik
- 2021: Chemnitz, Bronze-Relief der Künstlerin H. Funke- für „Tanzende Siedlung“ CSg
- 2022: Messe Dresden, „Optimist für Dresden“ Bronze-Stahl-Machmal
- 2023: Pirna, „Sonnenköstlerin“ GFK – Skulptur